# She (film 1917)
She è un film muto del 1917 diretto da Kenean Buel.
È il quarto film basato sul romanzo La donna eterna (She) di H. Rider Haggard del 1887.

## Trama
Tremila anni fa, un giovane prete egiziano era stato ucciso dalla regina Ayesha per aver rifiutato di lasciare per lei la giovane moglie. La vedova dà alla luce un bambino che lei vuole vendichi il padre morto. Il giuramento viene rinnovato ogni nuova generazione finché non giunge anche a Leo, diretto discendente del prete. Insieme all'amico Holly, il giovane parte. Incontra Ustane, una fanciulla egiziana di cui si innamora e che sposa. Durante uno scontro con dei cannibali, Leo viene ferito mentre Holly viene catturato da Ayesha. Holly implora la regina di guarire l'amico; lei, allora, si reca nella caverna dove si trova il ferito e riconosce in lui il suo antenato. Una volta guarito, Leo si reca dalla regina per adempiere al suo voto di vendetta, ma la regina uccide Ustane, dichiarando il suo amore per lui e Leo le cade ai piedi, sconfitto. La regina porta l'amato alla Fiamma della Vita, quella che deve ora rendere immortale anche lui. Ma, entrata nella Fiamma, Ayesha ne esce avvizzita, la sua bellezza scompare e lei diventa un'orribile scimmia. Leo, accompagnato da Holly, fugge via dalla città e torna nel mondo civile, avendo completato la sua missione.

## Produzione
Il film fu prodotto dalla Fox Film Corporation.

## Distribuzione
Distribuito dalla Fox Film Corporation, il film uscì nelle sale cinematografiche USA il 23 aprile 1917.